# Lijst van rijksmonumenten in Amsterdam Centrum
Hierbij een overzicht van de rijksmonumenten in Amsterdam, stadsdeel Centrum:
| Lijst | Buurtcode | Afbeelding |
| --- | --------- | ---------- |
| Lijst van rijksmonumenten in Burgwallen-Oude Zijde                                                                                          | A00       |            |
| Lijst van rijksmonumenten in Burgwallen-Nieuwe Zijde                                                                                        | A01       |            |
| Lijst van rijksmonumenten in Amsterdam Centrum (Grachtengordel-West)                                                                        | A02       |            |
| Lijst van rijksmonumenten in Amsterdam Centrum (Grachtengordel-Zuid)                                                                        | A03       |            |
| Lijst van rijksmonumenten in Amsterdam Centrum (Nieuwmarkt/Lastage) Lijst van rijksmonumenten in Amsterdam Centrum (Vlooienburg/Valkenburg) | A04       |            |
| Lijst van rijksmonumenten in Amsterdam Centrum (Haarlemmerbuurt)                                                                            | A05       |            |
| Lijst van rijksmonumenten in Amsterdam Centrum (Jordaan-Noord) Lijst van rijksmonumenten in Amsterdam Centrum (Jordaan-Zuid)                | A06       |            |
| Lijst van rijksmonumenten in Amsterdam Centrum (De Weteringschans)                                                                          | A07       |            |
| Lijst van rijksmonumenten in Amsterdam Centrum (Weesperbuurt/Plantage)                                                                      | A08       |            |
| Lijst van rijksmonumenten in Amsterdam Centrum (Oostelijke Eilanden / Kadijken)                                                             | A09       |            |